# 帕图尔
帕图尔（Patur），是印度马哈拉施特拉邦Akola县的一个城镇。总人口20531（2001年）。

## 人口
该地2001年总人口20531人，其中男性10652人，女性9879人；0—6岁人口3119人，其中男1614人，女1505人；识字率71.83%，其中男性为76.83%，女性为66.43%。